# Musée de Montmartre
Pour les articles homonymes, voir Montmartre (homonymie).
Le musée de Montmartre est un musée d'art français du quartier de Montmartre, dans le 18e arrondissement de Paris. Il est installé au sein d’un ensemble de bâtiments comprenant l’hôtel Demarne, la maison du Bel Air ainsi que l'atelier-appartement de Suzanne Valadon et Maurice Utrillo. Inauguré en 1960, le musée a été réaménagé à partir de 2011 pour permettre la programmation de deux expositions temporaires par an. La collection permanente du musée retrace l’histoire de Montmartre et de ses artistes.

## Historique

### Historique des bâtiments

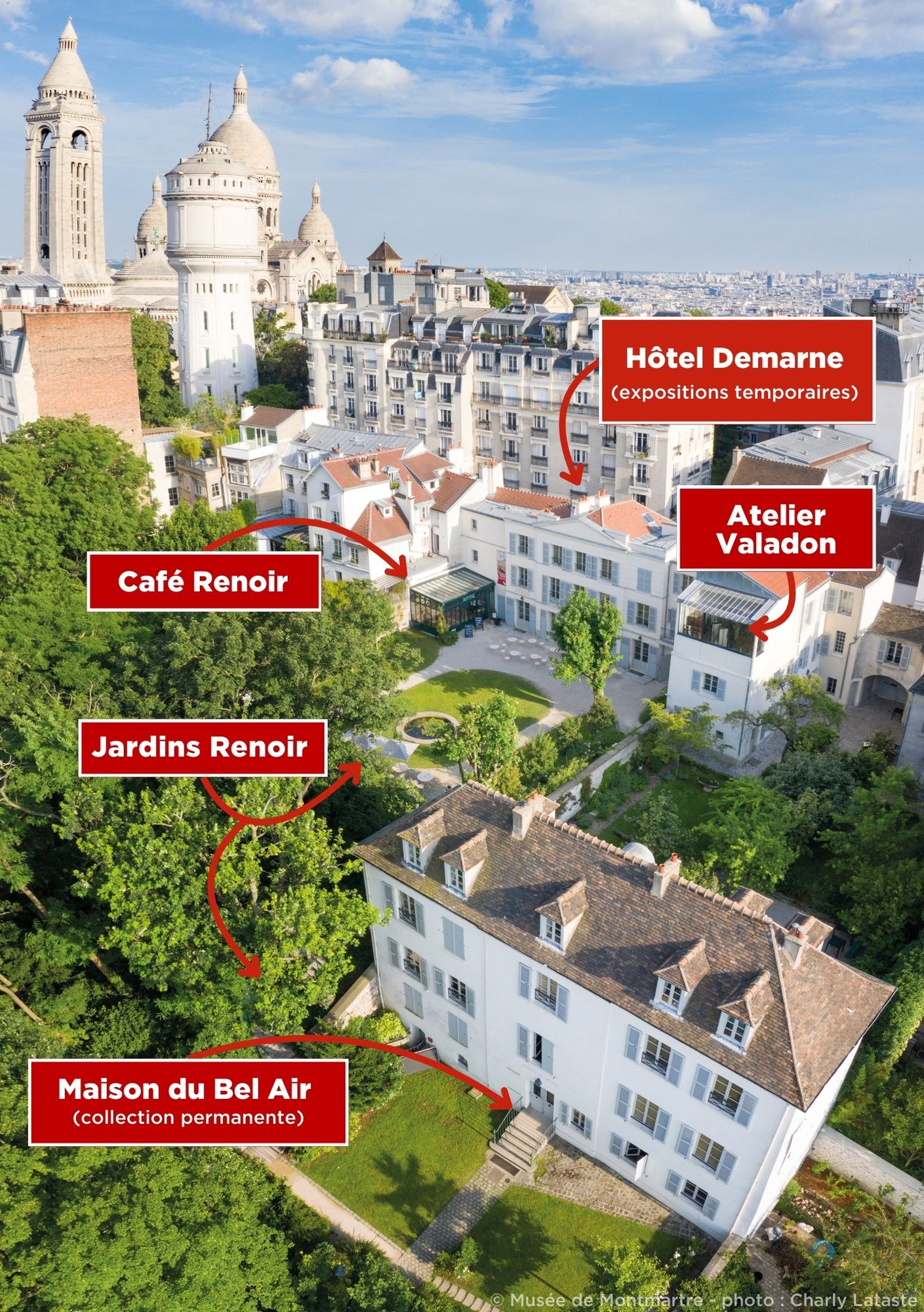
Plan aérien du Musée de Montmartre

Le musée se compose de deux bâtiments distincts. La maison du Bel-Air, construite en 1660, abrite les collections permanentes du musée. Il s'agit de l'une des plus anciennes bâtisses de la butte Montmartre. On a longtemps cru que la maison du Bel Air était le manoir de Rosimond, où aurait vécu Rose de Rosimond, acteur contemporain de Molière qui rejouait ses pièces. Une étude patrimoniale réalisée par GRAHAL (Groupe de recherche art histoire architecture et littérature) en juin 2012 a cependant démontré que cette attribution était incorrecte. L’Hôtel Demarne, hôtel particulier datant de 1680, agrémenté d'une nouvelle façade néoclassique accueille les expositions temporaires. Autrefois, il abritait la loge du père Tanguy, marchand de couleurs des peintres impressionnistes.
Haut lieu de création, les bâtiments du 12, rue Cortot ont longtemps été un lieu de rencontre et de résidence pour les artistes de Montmartre.

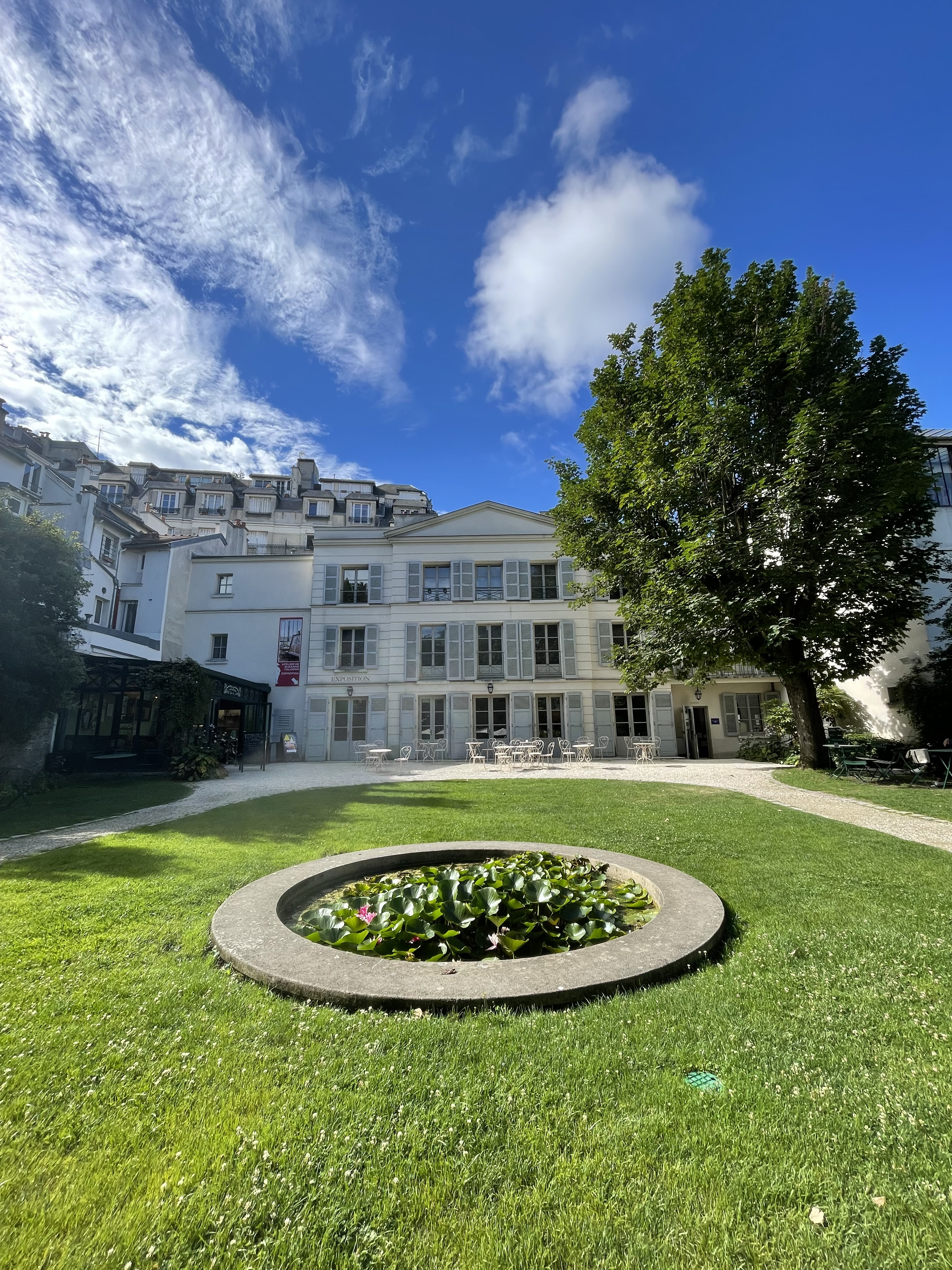
Hôtel Demarne
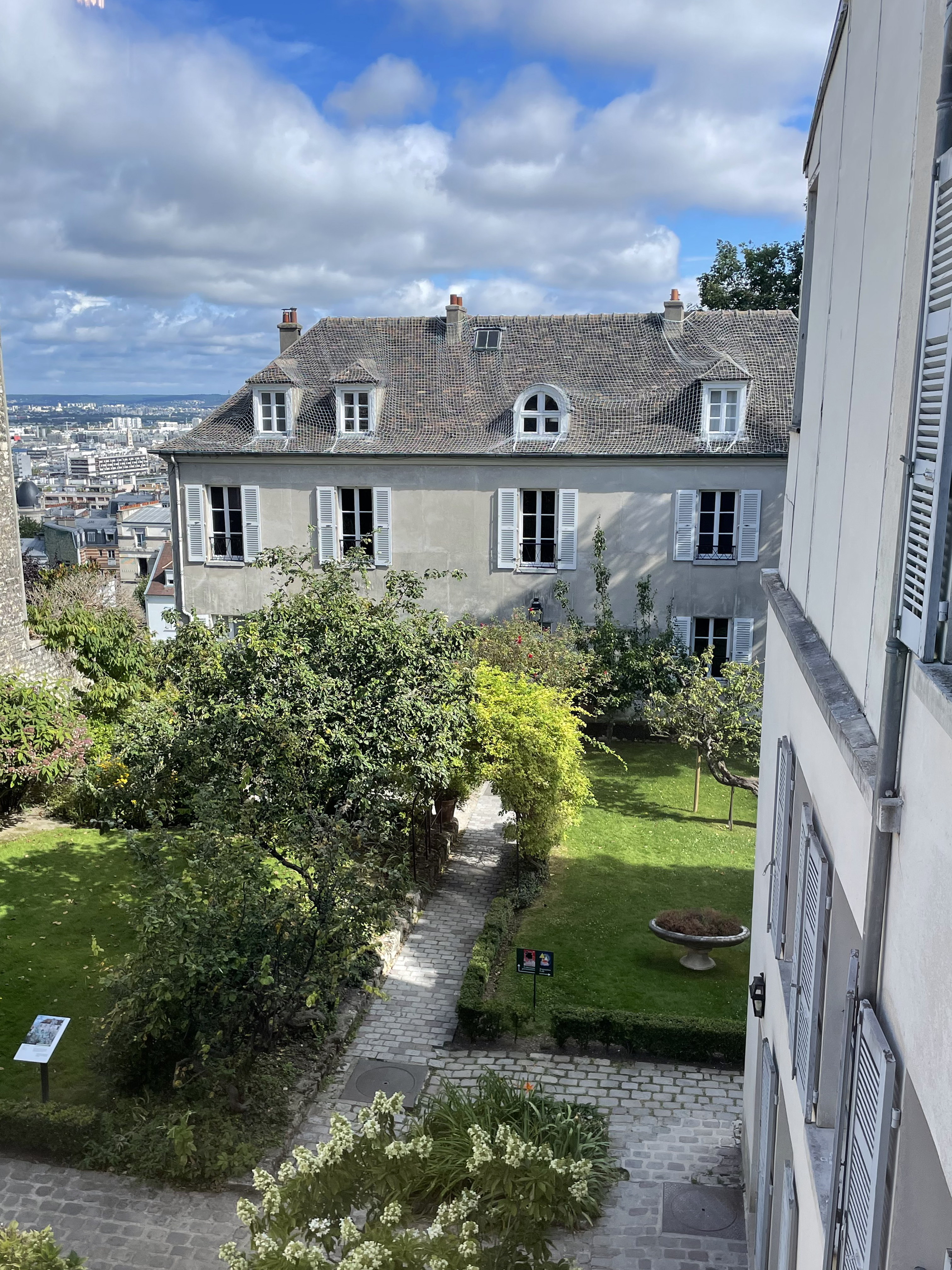
Maison du Bel Air
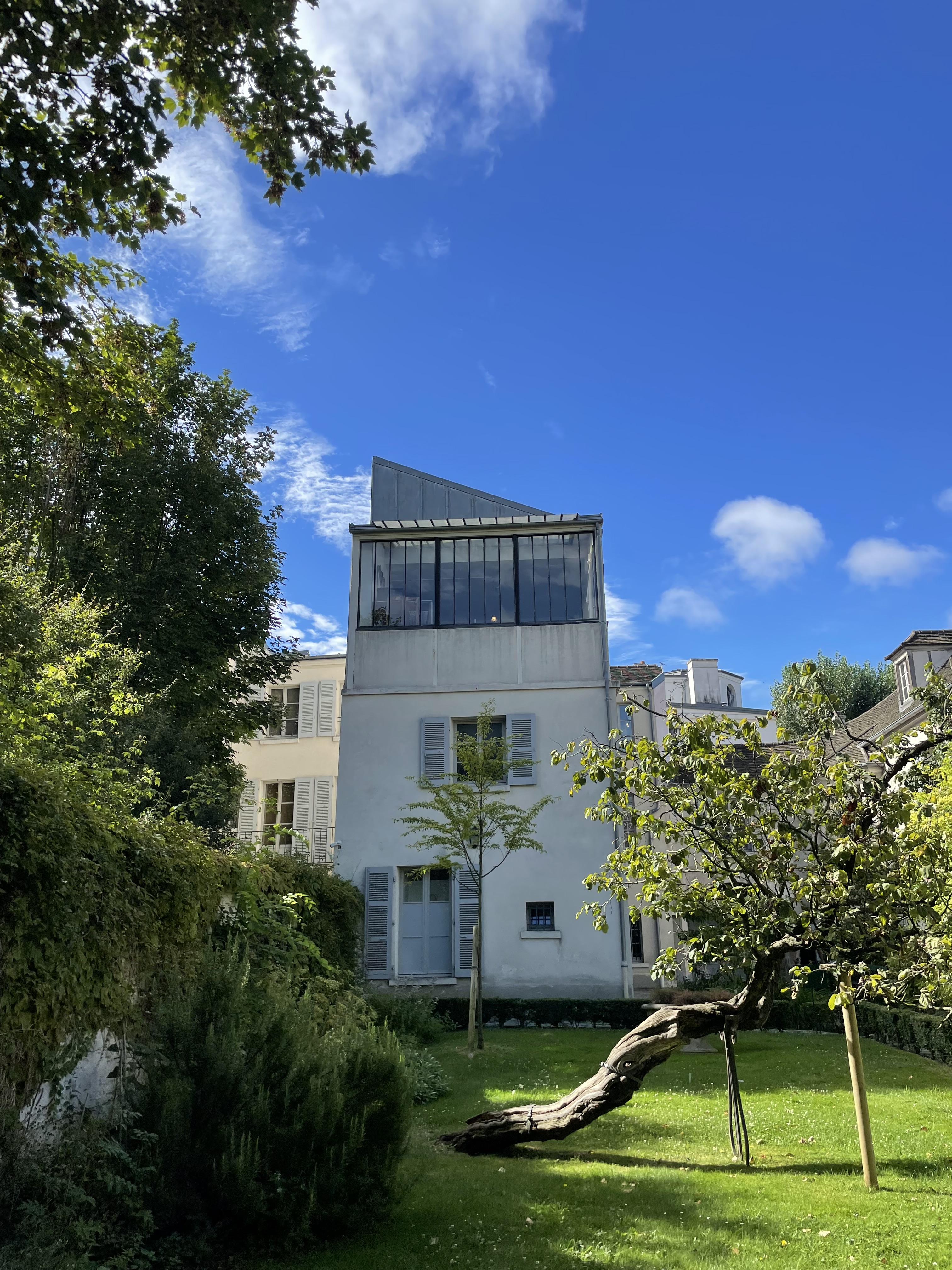
Atelier de Suzanne Valadon

### Artistes du 12, rue Cortot
Le no 12 rue Cortot a accueilli de nombreux artistes :
Auguste Renoir y loua un atelier en 1876 et y réalisa pendant son séjour des toiles majeures telles que le Bal du moulin de la Galette, La Balançoire et Jardin de la rue Cortot à Montmartre.

Auguste Renoir, Bal du moulin de la Galette (1876), Paris, musée d'Orsay.
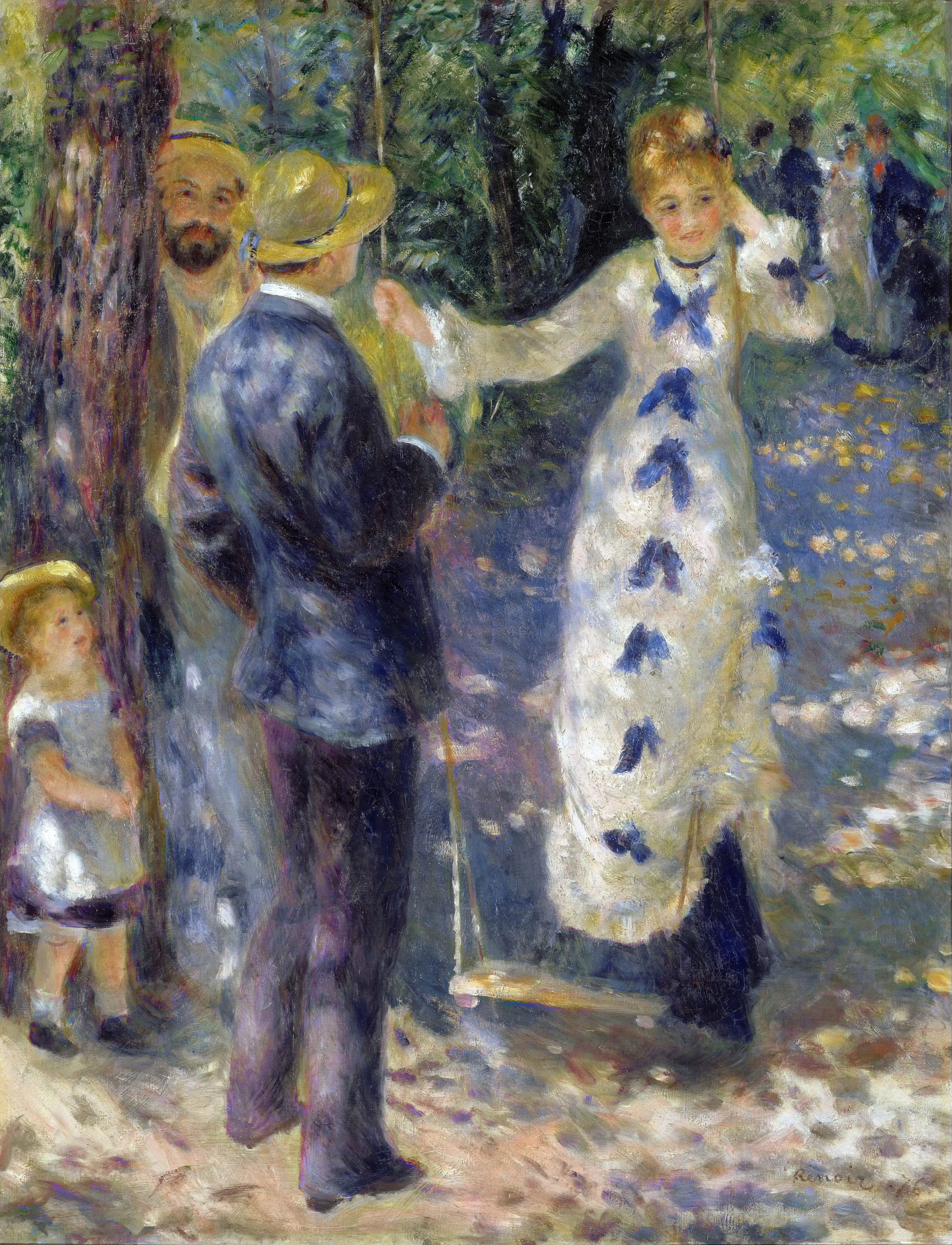
Auguste Renoir, La Balançoire (1876), Paris, musée d'Orsay.
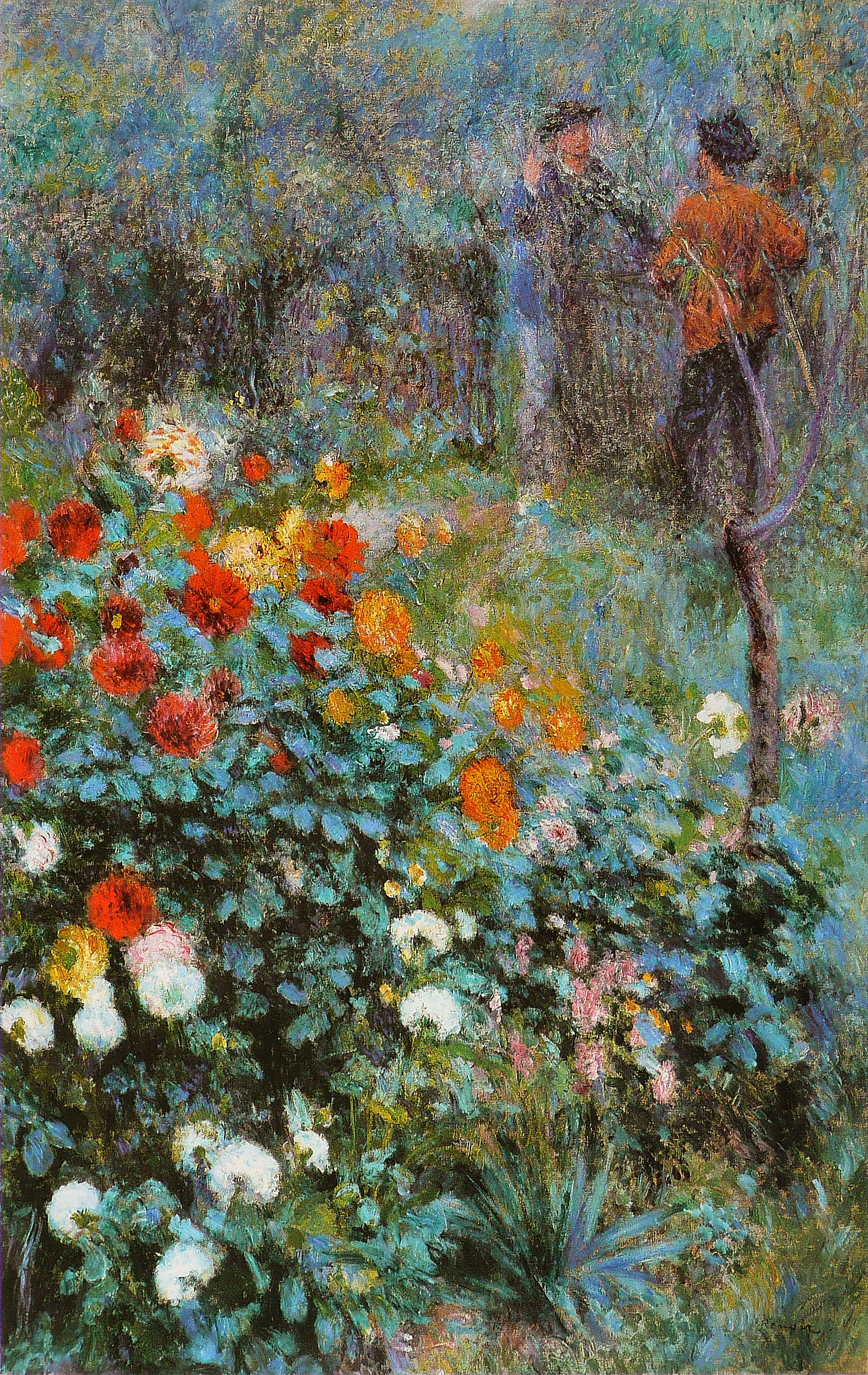
Auguste Renoir, Jardin de la rue Cortot à Montmartre (1876), Pittsburgh, Carnegie Museum of Art

Suzanne Valadon vint s’installer au 12, rue Cortot une première fois en 1898, puis y revint en 1912. Elle y resta jusqu’en 1926, avec son fils Maurice Utrillo et son compagnon André Utter. Tous trois sont surnommés[par qui ?] le « Trio infernal ». Plusieurs de leurs tableaux montrent des vues de l'atelier et du jardin.

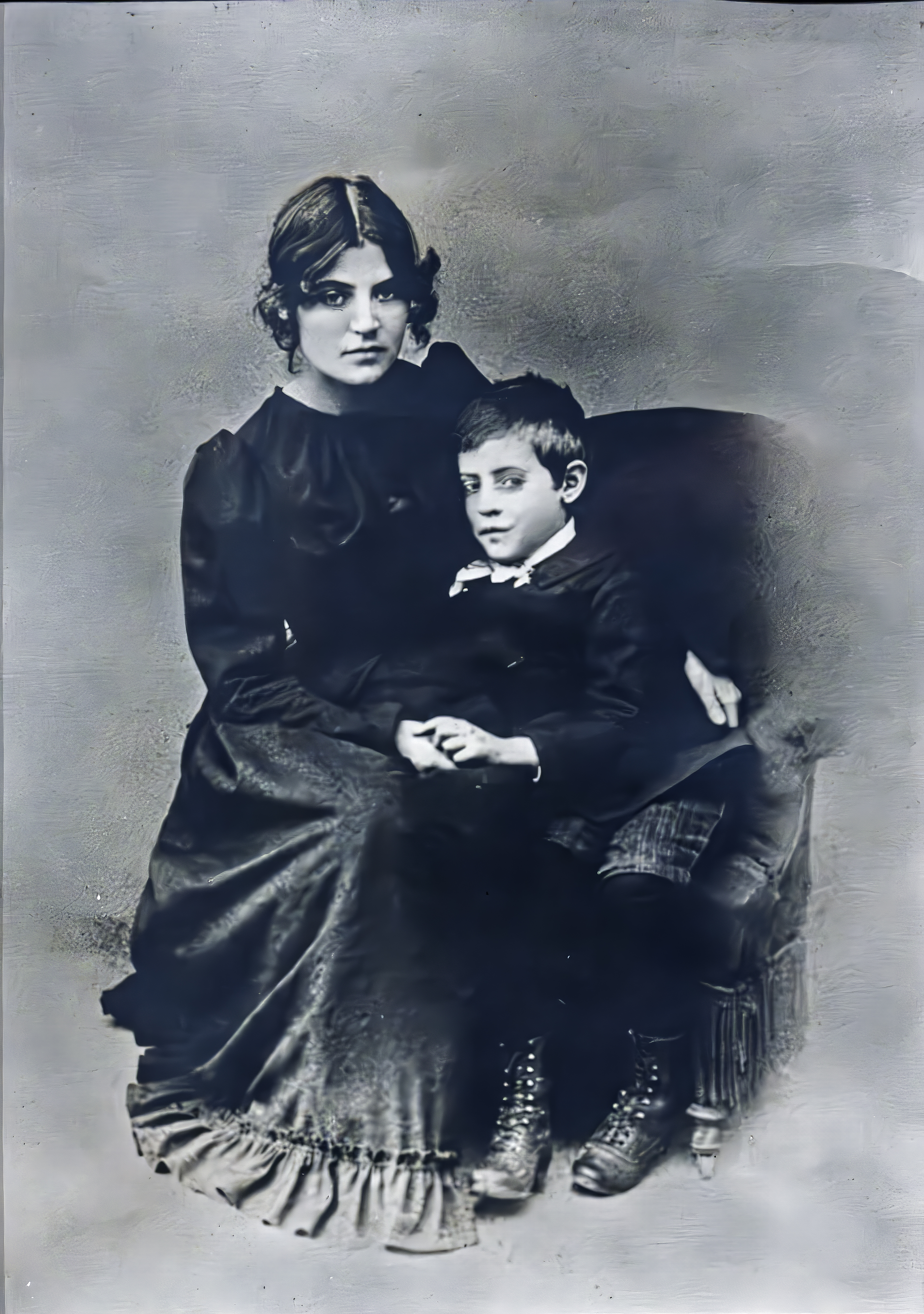
Suzanne Valadon et son fils Maurice Utrillo, 1887, Centre Pompidou, musée national d'art moderne, bibliothèque Kandinsky
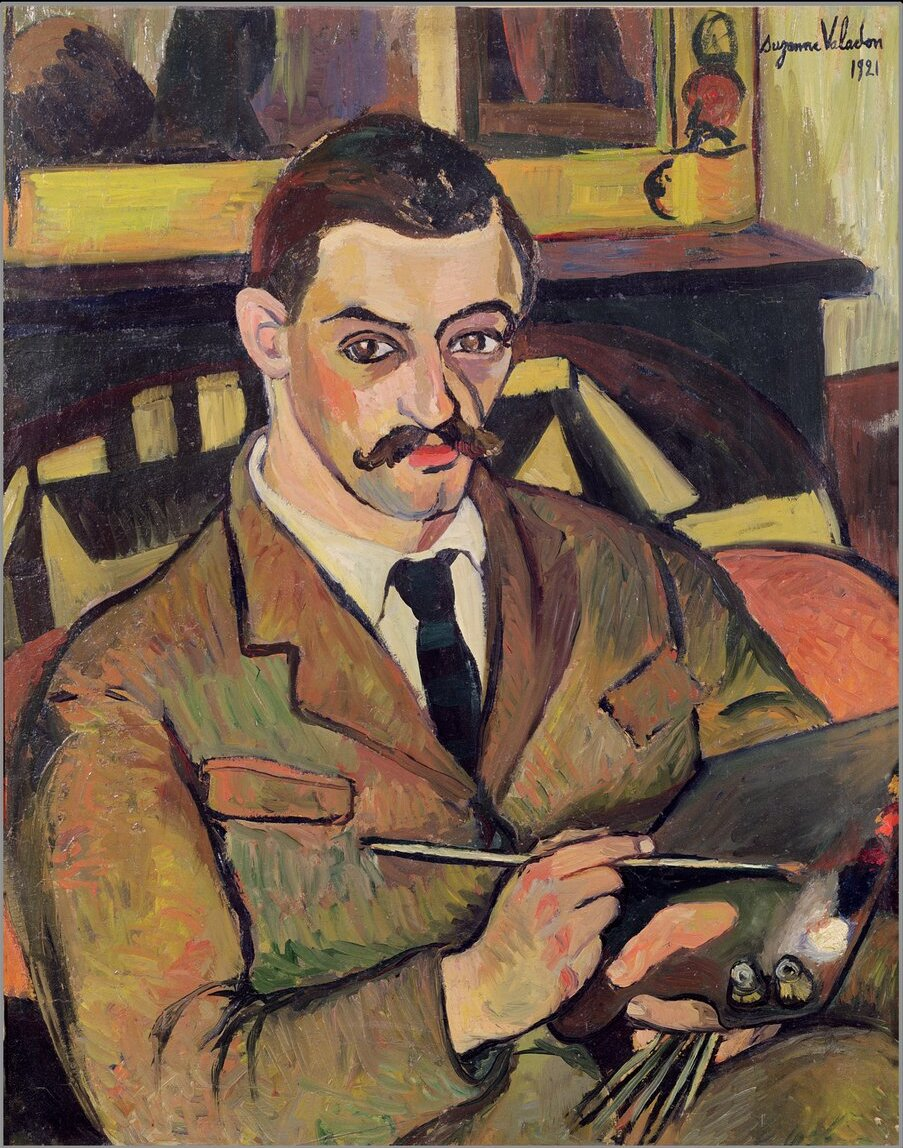
Suzanne Valadon, Portrait de Maurice Utrillo, 1921, coll. de la Ville de Sannois, dépôt au musée de Montmartre

Y travaillèrent également :
- Raoul Dufy (de 1900 à 1901)
- Othon Friesz (de 1900 à 1902)
- Émile Bernard (de 1906 à 1912)
- Charles Camoin (en 1908)
- Démétrios Galanis (de 1910 à 1966)
- Francisque Poulbot (en 1911)
- Les écrivains Léon Bloy et Pierre Reverdy

### Gestion du musée

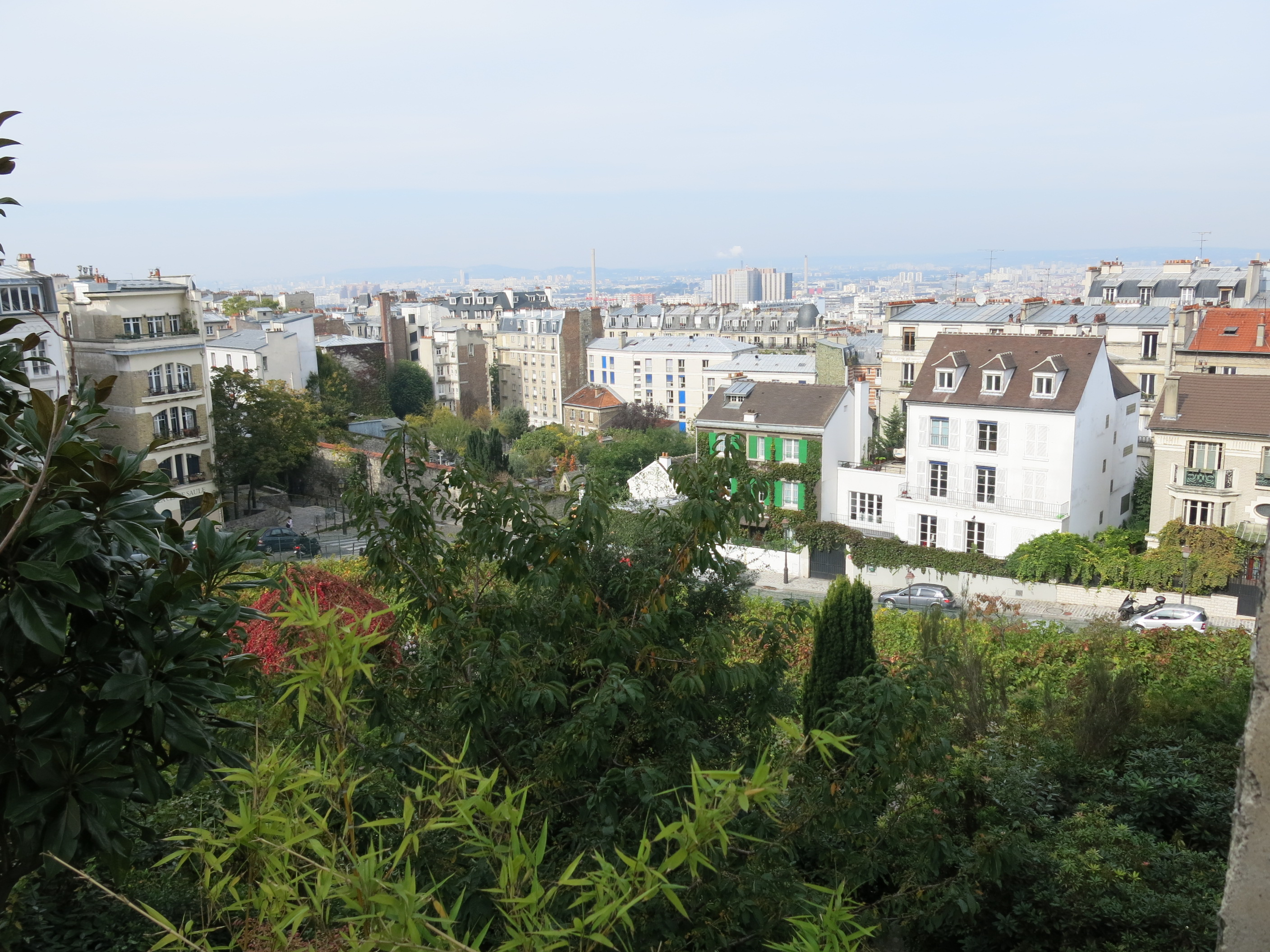
Vue de Paris depuis le musée Montmartre.

Inauguré sous le nom de « musée du Vieux-Montmartre » en 1960, il est l'œuvre de Paul Yaki (1883-1964), membre de la société d’histoire et d’archéologie du Vieux Montmartre, qui fut témoin dans sa jeunesse de la transformation du quartier, et se soucia très tôt d'en préserver la mémoire. L'urbaniste Claude Charpentier (1909-1995) en fut le premier conservateur.
Devenu le « musée de Montmartre - Jardins Renoir », il a obtenu le label musée de France en 2003. En accord avec la Ville de Paris, la gestion du musée de Montmartre a été confiée en 2011 à la société Kléber-Rossillon, qui dispose d'un bail emphytéotique administratif, en partenariat avec la société d’histoire et d’archéologie Le Vieux Montmartre.

### Travaux de réaménagement

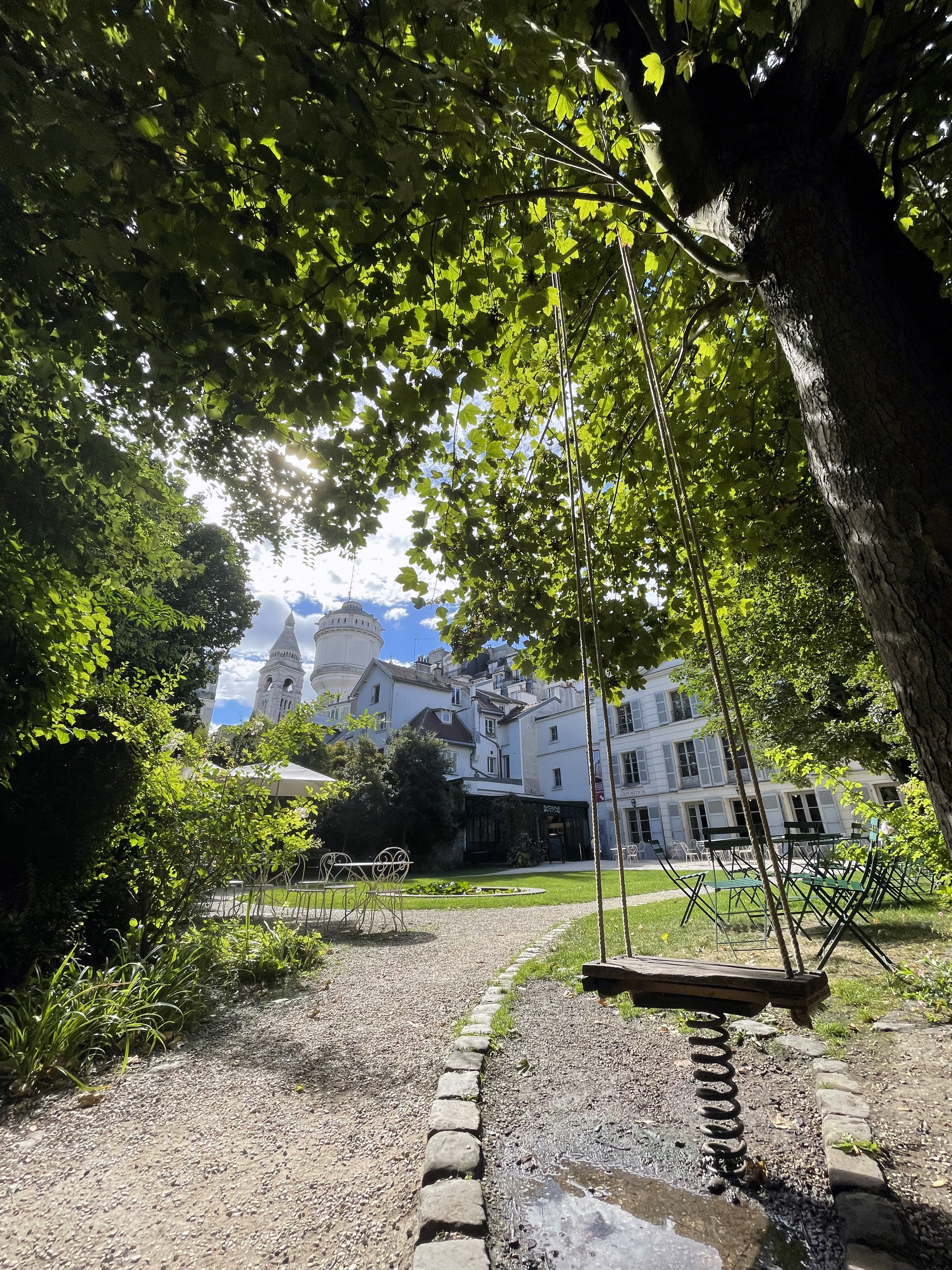
Vue des jardins du musée de Montmartre.

#### Aménagement des jardins Renoir
Les « jardins Renoir » ont été réaménagés en 2012 en s'inspirant des toiles qu'Auguste Renoir a peintes pendant son séjour rue Cortot. Ils se composent d’arbres fruitiers, poiriers et amandiers, d’arbustes, de lilas, de rosiers et d’hortensias grimpants. De là, on aperçoit la vigne de Montmartre. Cette dernière existait déjà au Moyen Âge, mais fut replantée en 1933. Un vaste programme de réhabilitation a permis de redessiner les jardins tout en permettant d’augmenter la surface d’exposition.
On aperçoit depuis les jardins Renoir, l’ancien bois du 8 rue Cortot qui fut un jardin d’agrément au XVIIIe siècle et est aujourd’hui conservé en tant que réserve écologique abritant des érables, des sycomores, des marronniers blancs et des robiniers.

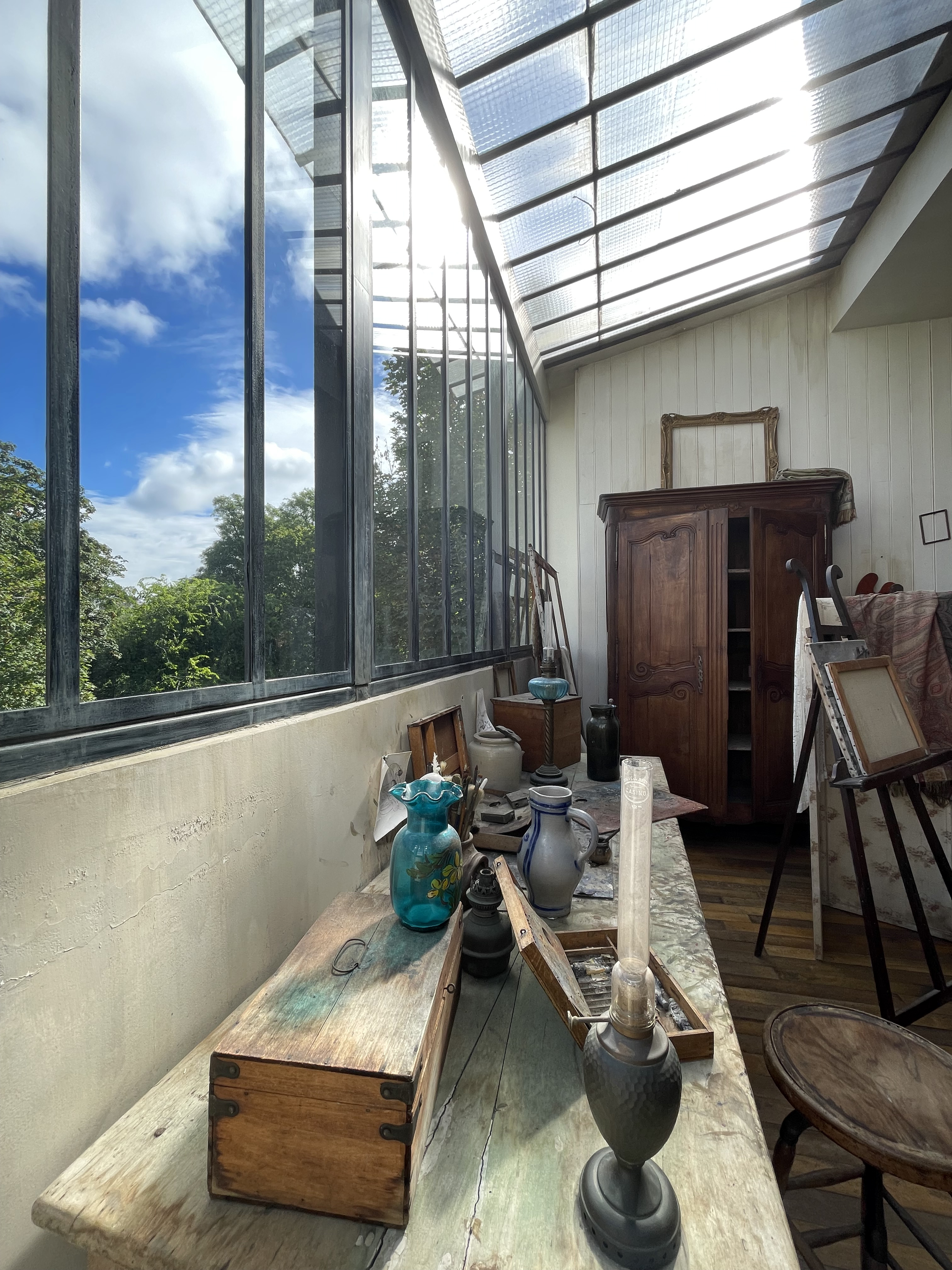
L'atelier-appartement de Suzanne Valadon et Maurice Utrillo.

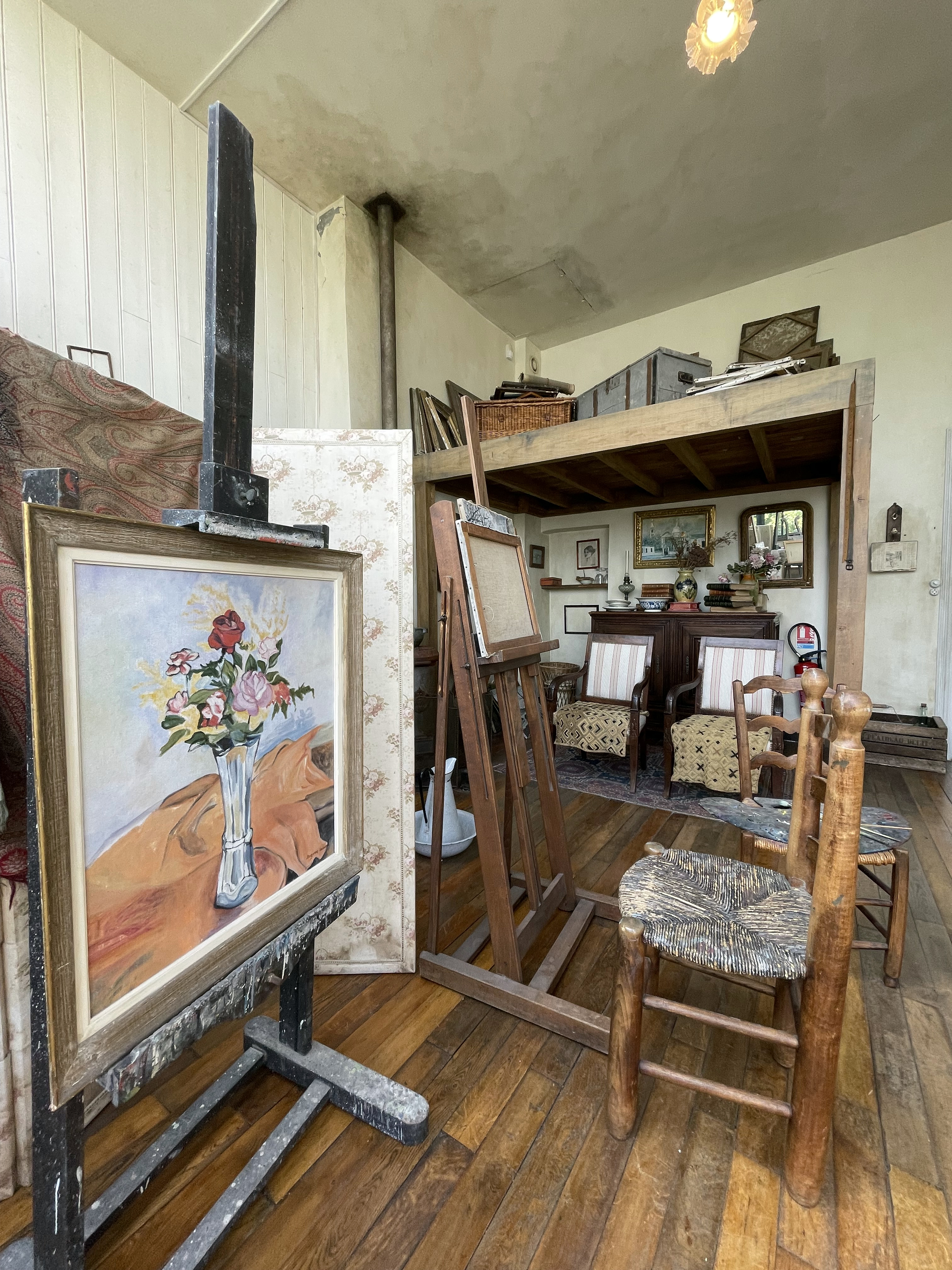
L'atelier-appartement de Suzanne Valadon et Maurice Utrillo

#### Aménagement du Café Renoir
Inauguré le 17 octobre 2014, le Café Renoir accueille les visiteurs au rez-de-chaussée de l’hôtel Demarne et dans les Jardins Renoir. En hiver, le café accueille les visiteurs sous une verrière chauffée ; en été, les tables et chaises sont disposées dans le jardin, en résonnance avec la célèbre œuvre de Pierre-Auguste Renoir, le Bal du moulin de la Galette.

#### Reconstitution de l’atelier-appartement de Suzanne Valadon
Également inauguré le 17 octobre 2014, cet atelier-appartement a aujourd’hui été reconstitué au plus près de ce qu’il était à l’époque. Pour donner vie à cette reconstitution, le musée a fait appel au créateur et designer Hubert le Gall, scénographe ayant également travaillé pour le musée d’Orsay, le musée de l’Orangerie ou encore le musée Jacquemart André.
Pour rester fidèle à l’atmosphère du lieu, un méthodique travail d’archive a été entrepris à partie de photographies, de lettres et écrits d’époque, ainsi qu’une analyse méticuleuse des œuvres dans lesquelles Suzanne Valadon incorporait des éléments de décor. Cela a permis de retrouver des meubles typiques de l’époque et de se réapproprier les volumes initiaux de la pièce.

#### Travaux de réaménagement des collections permanentes en 2023
En octobre 2023, le Musée a effectué des travaux de réaménagement dans ses collections permanentes. Les nouvelles salles du dernier étage du bâtiment Bel Air sont ainsi dédiées aux artistes emblématiques de Montmartre, notamment ceux ayant séjourné au 12, rue Cortot : Pierre-Auguste Renoir, Emile-Othon Friesz, Raoul Dufy, Emile Bernard, Charles Camoin, Démétrios Galanis, Suzanne Valadon, Maurice Utrillo, André Utter…

## Les collections

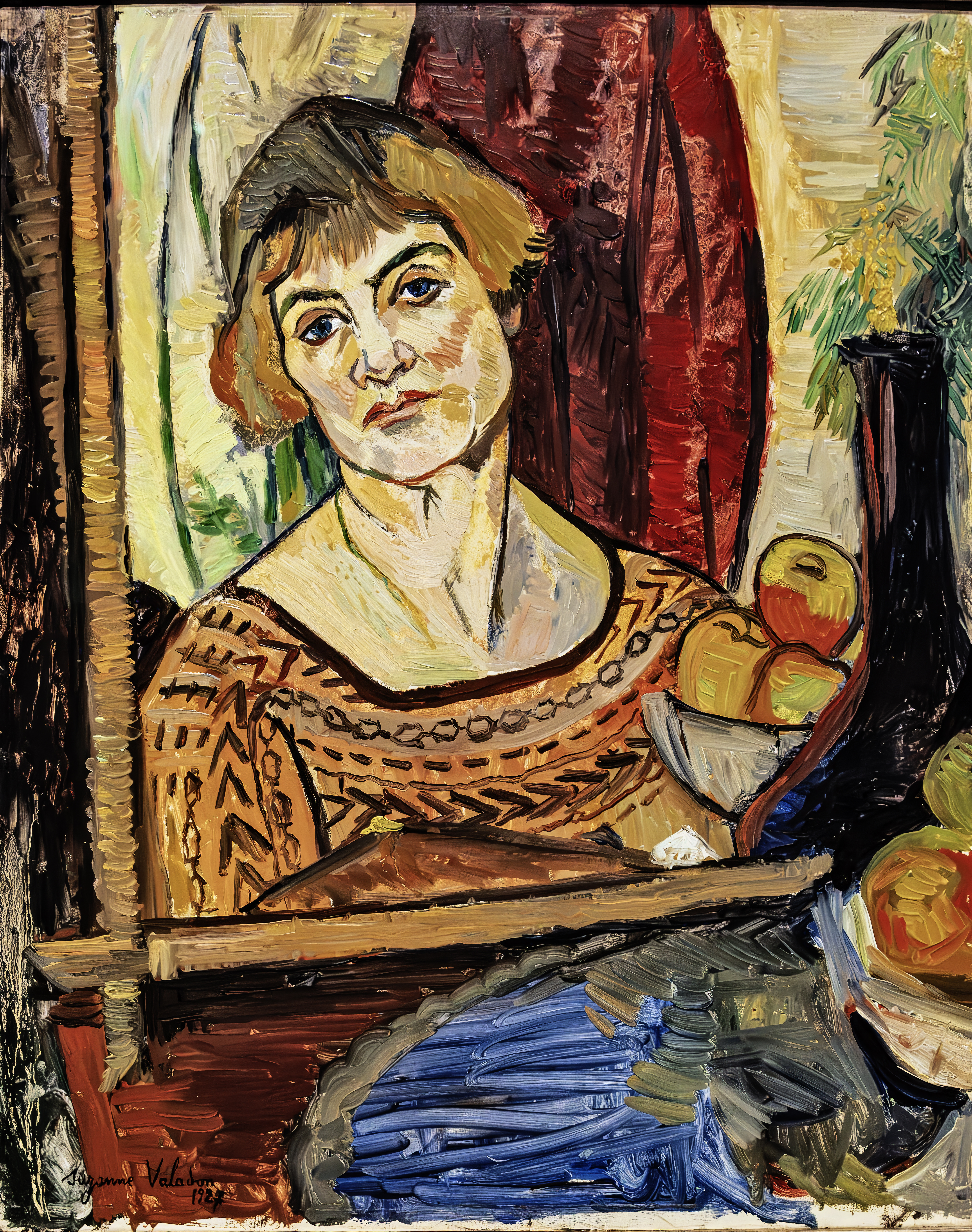
Suzanne Valadon, Autoportrait au miroir, 1927, coll. de la Ville de Sannois, dépôt au musée de Montmartre
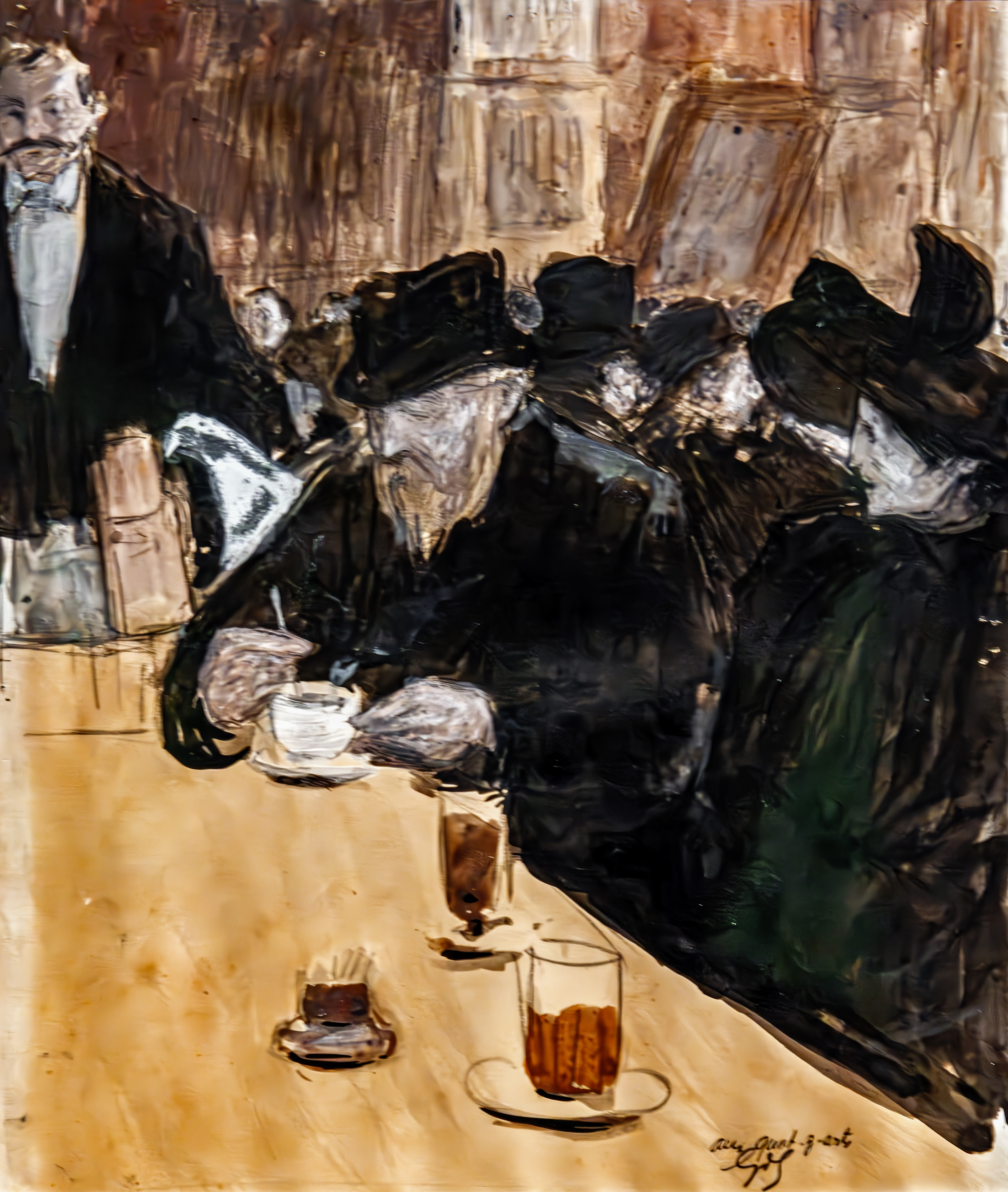
Intérieur du cabaret Quat'z'arts avec Suzanne Valadon et Edgar Degas Lucien-Victor Guirand de Scevola

### Gestion des collections
Le musée de Montmartre conserve une collection de 6 000 œuvres d’art : peintures, affiches, illustrations, sculptures, objets d’arts, estampes et photographies, illustrant l’histoire artistique, religieuse, politique, festive et folklorique de Montmartre.
Ces collections se complètent de plus de 100 000 pièces d’archives, portant en particulier sur l’histoire, les artistes, et la vie à Montmartre, avec un fonds spécifique consacré à la chanson française, une bibliothèque de 3 000 ouvrages et une abondante documentation.
Cette collection appartient à la Société d’archéologie et d’histoire du Vieux Montmartre qui, depuis sa création en 1886, se donne pour mission de préserver et d’enrichir les témoignages artistiques, historiques ou ethnologiques de Montmartre.

### Contenu des collections
On retrouve ainsi des œuvres liées à la bohème et à l’ambiance artistique montmartroise propre aux xixe et xxe siècles. Le visiteur y découvre l’effervescence artistique de ses ateliers, du Bateau-Lavoir à l’atelier Cortot, et l’ambiance de ses célèbres cabarets, du Lapin Agile au Moulin Rouge. Une salle met notamment en scène le théâtre d’ombres, cet imposant décor onirique de plaques de zinc qui a fait la réputation du cabaret du Chat Noir constitué par Henri Rivière. Le visiteur découvre également l’histoire de Montmartre : le rattachement de la butte à Paris en 1860, son urbanisation et la disparition progressive des moulins, l’histoire de la Commune, ainsi que la construction du Sacré-Cœur.

## Expositions récentes
- « L’Esprit de Montmartre et l’art Moderne, 1875 - 1910 », du 17 octobre 2014 au 25 septembre 2015.
- « Artistes à Montmartre de Steinlen à Satie : à l’aube des avant-gardes (1870-1910) », du 15 avril 2016 au 25 septembre 2016.
- « Bernard Buffet, Intimement », du 18 octobre 2016 au 12 mars 2017.
- « Artistes à Montmartre, lieux et ateliers mythiques », du 5 octobre 2018 au 10 février 2019.
- « Otto Freundlich, 1878 - 1943 », du 28 février 2020 au 31 janvier 2021.
- « Le Paris de Dufy », du 19 mai 2021 au 2 janvier 2022.
- « Charles Camoin, un fauve en liberté », du 11 mars au 11 septembre 2022.
- « Fernande Olivier & Pablo Picasso, dans l'intimité du Bateau-Lavoir », du 14 octobre 2022 au 19 février 2023.
- « Surréalisme au féminin ? », du 31 mars au 10 septembre 2023.
- « Théophile-Alexandre Steinlen : l'exposition du centenaire », du 13 octobre 2023 au 11 février 2024.
- « Auguste Herbin : le maître révélé », du 15 mars au 15 septembre 2024.

## Fréquentation
| Année | Entrées gratuites | Entrées payantes | Total   |
| ----- | ----------------- | ---------------- | ------- |
| 2001  | 0                 | 37 264           | 37 264  |
| 2002  | 0                 | 40 656           | 40 656  |
| 2003  | 3 654             | 45 274           | 48 928  |
| 2004  | 3924              | 36 015           | 39 939  |
| 2005  | 6 138             | 40 070           | 46 208  |
| 2006  | 4 108             | 42 722           | 46 830  |
| 2007  | 2 121             | 28 043           | 30 164  |
| 2008  | 3 936             | 38 923           | 42 859  |
| 2009  | 3 813             | 50 541           | 54 354  |
| 2010  | 2 928             | 34 928           | 37 856  |
| 2011  | 3 715             | 40 492           | 44 207  |
| 2012  | 3 000             | 57 000           | 60 000  |
| 2013  | 4 000             | 81 000           | 85 000  |
| 2014  | 0                 | 75 407           | 75 407  |
| 2015  | 0                 | 90 565           | 90 565  |
| 2016  | 8 999             | 107 161          | 116 160 |
| 2017  | 16 048            | 98 587           | 114 635 |
| 2018  | 12 524            | 94 596           | 107 120 |
| 2019  | 14 062            | 97 823           | 111 885 |
| 2020  | 4 591             | 39 859           | 44 450  |

## Situation et accès
Situé aux nos 8-14, rue Cortot, le site est desservi par les lignes 2 (stations Anvers puis funiculaire ou Blanche) et 12 (stations Lamarck-Caulaincourt ou Abbesses), ainsi que par le bus 40 (arrêt Saules-Cortot ou Montcenis-Cortot).

## Pour approfondir